# Pen-y-ghent
Pen-y-ghent hay Penyghent là một đỉnh núi ở Yorkshire Dales. Nó là một trong ba đỉnh Yorkshire, hai đỉnh còn lại là Ingleborough và Whernside. Nó nằm ở 3 km về phía đông làng Horton in Ribblesdale. Đường Pennine Way nổi đỉnh của nó đến làng; đường dài 5 km vì nó đi vòng từ phía bắc trước khi rẽ sang phía đông để đến đỉnh núi.

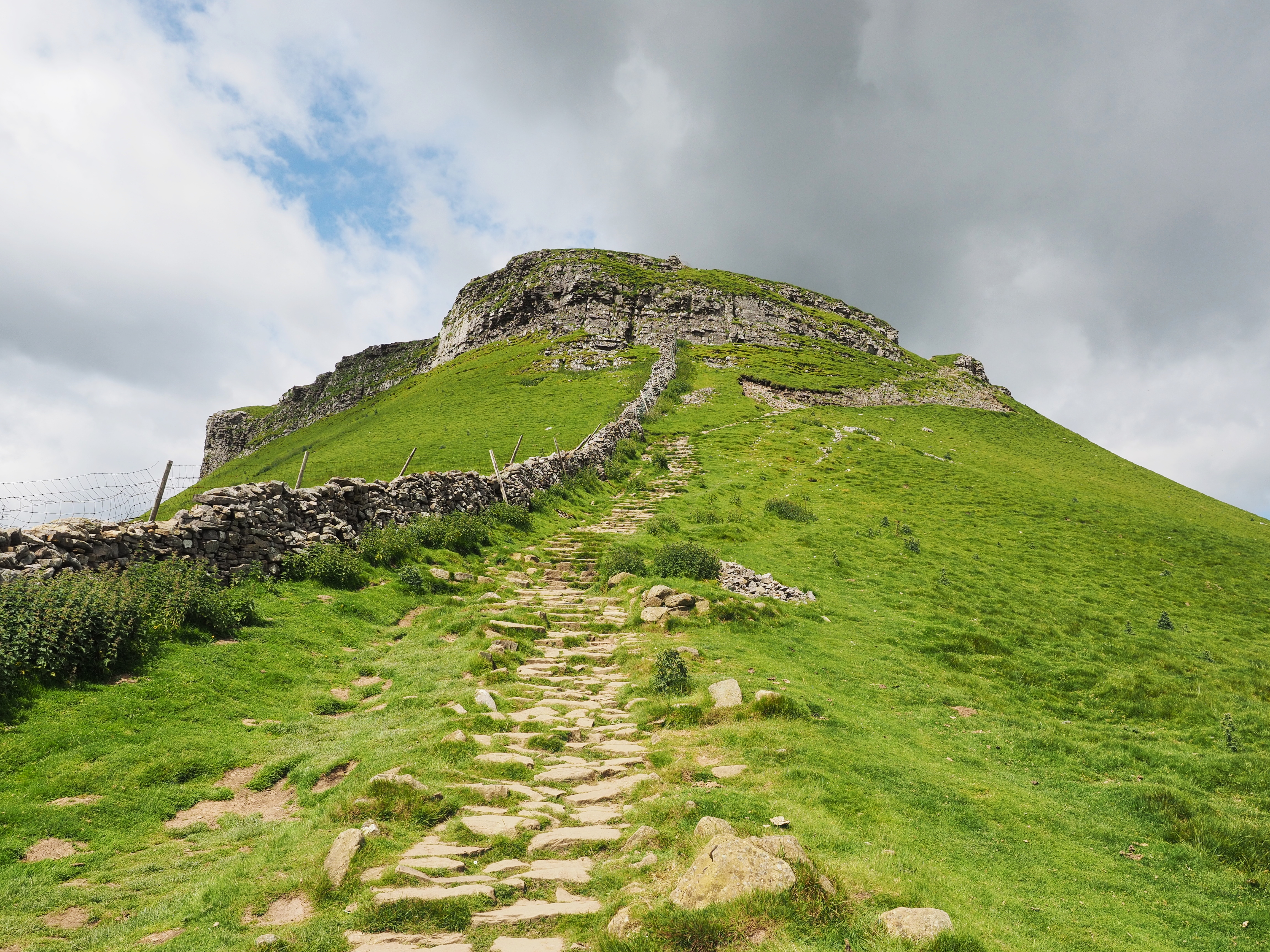

Tuyến đường trực tiếp hơn và đi ngang qua "mũi" đồi phía nam là tuyến đường thường thực hiện bởi những cố gắng vượt qua thử thách ba đỉnh Yorkshire. 
Trong tiếng Cumbric, chính xác là trong tiếng Wales ngày nay, Pen có nghĩa là 'đỉnh' hoặc 'đầu', và y rất có thể là mạo từ xác định (the trong tiếng Anh), giống hệt như trong tiếng Wales. Những yếu tố này phổ biến trong tên các địa điểm trên cả nước, và đặc biệt là ở xứ Wales. Phần ghent không rõ ràng hơn, tuy nhiên: nó có thể được xem là 'cạnh' hoặc 'biên giới'. Tên Pen-y-ghent vì thế có thể có nghĩa là 'Đỉnh trên biên giới'. Ngoài ra, ghent thể có nghĩa là "gió" - từ phiên âm tiếng Wales gần nhất là gwynt (' gió '). Vì vậy, nó có thể có nghĩa đơn giản là "Đầu Gió". Cũng có thể ghent có thể là một tên bộ lạc và đồi có thể đã từng là một trung tâm quan trọng của bộ lạc. Cũng có thể viết là Pen y Ghent thay vì Pen-y-ghent.